# Pęzinka
Pęzinka – rzeka, lewostronny dopływ Krępieli o długości 28,78 km.
Rzeka płynie w województwie zachodniopomorskim, na Pojezierzu Ińskim. Przepływa południkowo przez powiat stargardzki, przez miejscowości Dobrzany, Barzkowice, Sulino, Pęzino. W pobliżu wsi Bytowo około 50% wód Iny kierowanych jest do Pęzinki, zwanej także Skradzioną Iną. W połowie biegu rzeka opływa od południa Dobrzany, tworząc na spiętrzeniu Staw Młyński. Poniżej przepływa przez jezioro Szadzko. Do Krępieli uchodzi w postaci bagnistego rozlewiska, u podnóża zamku w Pęzinie.